# Шанфлёри (Об)
Шанфлёри́ (фр. Champfleury) — коммуна во Франции, находится в регионе Шампань — Арденны. Департамент — Об. Входит в состав кантона Мери-сюр-Сен. Округ коммуны — Ножан-сюр-Сен.
Код INSEE коммуны — 10075.
Коммуна расположена приблизительно в 125 км к востоку от Парижа, в 50 км юго-западнее Шалон-ан-Шампани, в 36 км к северу от Труа.

## Население
Население коммуны на 2008 год составляло 163 человека.
| 1962 | 1968 | 1975 | 1982 | 1990 | 1999 | 2008 |
| ---- | ---- | ---- | ---- | ---- | ---- | ---- |
| 168  | 180  | 156  | 133  | 130  | 125  | 163  |

## Администрация
| Период | Период | Фамилия           | Партия        | Примечания               |
| ------ | ------ | ----------------- | ------------- | ------------------------ |
| 2001   | 2008   | Франсис Дезимпель |               |                          |
| 2008   |        | Робер Людо        | Разные правые | Был мэром в 1990-х годах |

## Экономика
В 2007 году среди 92 человек в трудоспособном возрасте (15—64 лет) 73 были экономически активными, 19 — неактивными (показатель активности — 79,3 %, в 1999 году было 74,6 %). Из 73 активных работали 63 человека (32 мужчины и 31 женщина), безработных было 10 (3 мужчины и 7 женщин). Среди 19 неактивных 12 человек были учениками или студентами, 4 — пенсионерами, 3 были неактивными по другим причинам.

## Фотогалерея

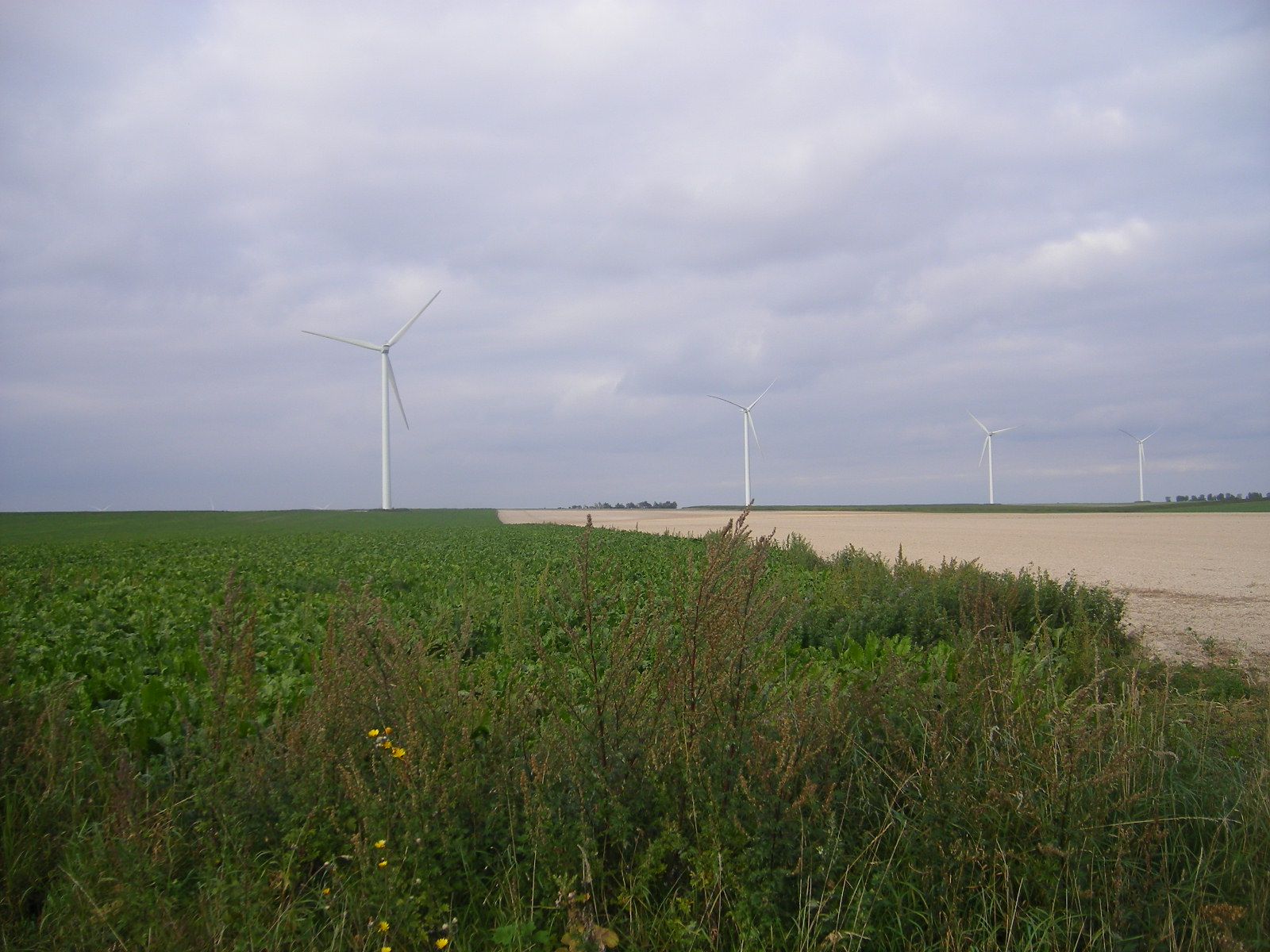
Ветровая электростанция
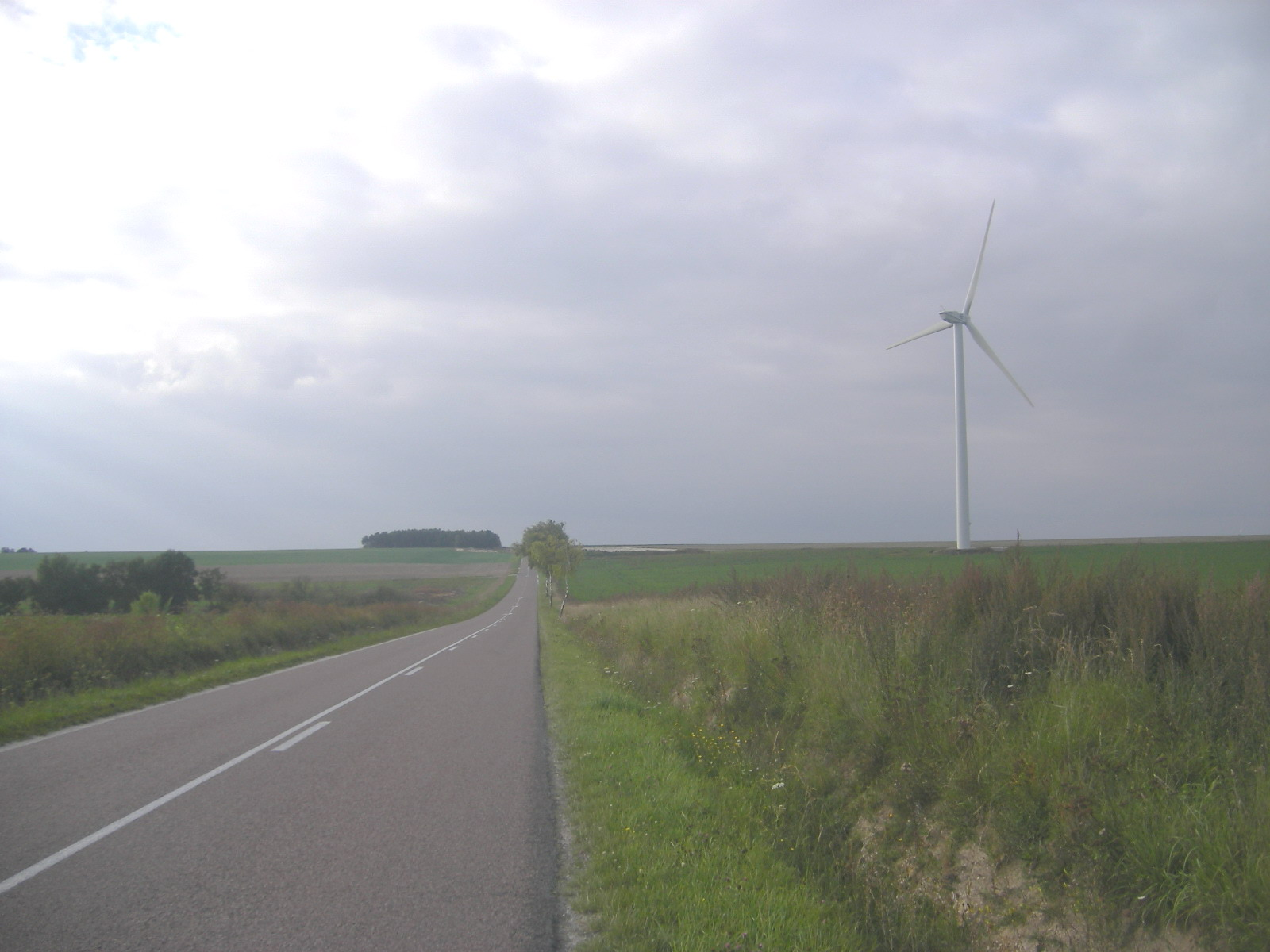
Ветровая электростанция
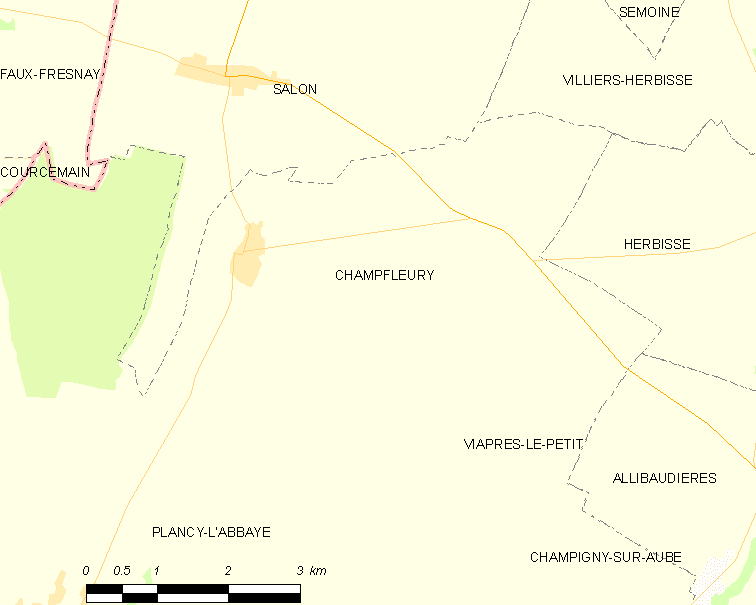
Карта коммуны